# Snežaki v vrtcu

## Vsebina
Nekega dne so otroci v vrtcu »Rdeča redkvica« odšli na igrišče in naredili snežno deklico Tino. Otroci iz vrtca »Čurimuri« pa so naslikali snežaka Martina. Videti je bil kot živ, saj so se mu oči nasmihale, bil je dobre volje in kadil je pipo. Preden so otroci odšli domov, so odnesli snežaka Martina v trgovino z igračami, prodajalka pa ga je pripela na steklo. Vsi ljudje so občudovali snežaka Martina in ta je kmalu začutil, da živi. Ponoči je snežak ostal sam, zdrsnil je na tla, zdrsnil po pločniku in odšel do otroškega igrišča. Vse je bilo prekrito s snegom, na robu igrišča pa je snežak zagledal snežno deklico Tino. Predstavila sta se eden drugemu. Tudi snežna deklica Tina je kmalu začutila, kako ji je začelo biti srce. Naslednje jutro je šla prodajalka mimo izložbenega okna in videla, da snežaka ni več. Pohitela je v vrtec, da bi to sporočila otrokom. Otroci so se obuli in oblekli ter odšli na zasneženo igrišče. Razveselili so se obeh snežakov. Zaslišali so, kako se snežaka po svoje pogovarjata in takoj so vedeli, da hočeta še snežne otroke. Hitro so začeli kotaliti snežene kepe za trupe, roke in glave, vzeli so koščke oglja in rdeče korenje za nos. Otroci so vriskali od veselja, saj so naredili snežake in jim nato dali tudi imena. Snežak Martin in snežna deklica Tina pa sta tudi bila zadovoljna, saj je bila zdaj cela družina snežakov. Želeli so si le, da bi bila zima dolga in huda.